# Dennis Breedlove
Dennis E. Breedlove (Oakland, 1939) és un botànic estatunidenc.
Es titulà el 1962 a la universitat de Califòrnia (Santa Barbara), i es doctorà el 1968 a la universitat Stanford amb una tesi, dirigida per Peter H. Raven, sobre la sistemàtica de la Fuchsia secció Encilandra de la família Onagraceae.
El 1960 començà a treballar amb l'etnocienífic Robert M. Laughlin per a fer, durant més de 30 anys, un inventari etnobotànic de les plantes de l'ètnia Tzotzil de Zinacantan en els altiplans de Chiapas a Mèxic, que estudià cada any del 1964 al 1992 (tret dels 1969 i 1990). Van recollir dades de centenars de noms dels tzotzil per a gèneres de plantes, espècies i varietats. Finalment identificaren 1.484 espècies i 30 gèneres tots ells amb els noms que els donaren els tzoztil. Breedlove portà a Califòrnia una mostra de la planta Passiflora membaranceae des de Chiapas que, en contrast amb el que passà amb altres mostres, va prosperar en ser cultivada fora de la seva àrea originària (concretament a l'"Strybing Arboretum" de San Francisco). Al llarg de la seva carrera professional, Breedlove estudià i recol·lectà espècimens a Califòrnia i Nevada, a Mèxic i a Guatemala. Membre de l'Acadèmia de les Ciències de Califòrnia, després de jubilar-se el 1994, en va ser nomenat conservador emèrit del Departament de Botànica, on es conserva també el seu extens herbari personal.
Breedlove ha donat nom botànic a més de 40 plantes, desconegudes fins aquell moment per a la ciència. El briòleg Howard Crum bateja un gènere de molses de Chiapas, el Breedlovea, en honor seu.

## Algunes obres
- Principles of Tzeltal Plant Classification: An Introduction to the Botanical Ethnography of a Mayan-Speaking People of Highland Chiapas; Peter H. Raven, Brent Berlin & Dennis Eugene Breedlove; Academic Press (1974), ISBN 0127850473
- Introduction to the Flora of Chiapas, Pt. 1; Dennis E. Breedlove; California Academy of Sciences (1981); ISBN 0940228009
- Acanthaceae; Thomas F. Daniel & Dennis E. Breedlove; California Academy of Sciences (1995); ISBN 0940228351
- The Flowering of Man: A Tzotzil Botany of Zinacantan; Dennis E. Breedlove & Robert M. Laughlin; Smithsonian Institution Press (2000); ISBN 1560988975